# Phyllocoptes goniothorax
Phyllocoptes goniothorax är en spindeldjursart som först beskrevs av Alfred Nalepa 1889.  Phyllocoptes goniothorax ingår i släktet Phyllocoptes, och familjen Eriophyidae. Arten är reproducerande i Sverige.